# إليوت سبيتزر
إليوت لورانس سبيتزر (بالإنجليزية: Eliot Laurence Spitzer) هو سياسي أمريكي ينتمي إلى الحزب الديمقراطي الأمريكي (من مواليد 10 يونيو، 1959) في حي برونكس في مدينة نيويورك تولى منصب حاكم ولاية نيويورك الأمريكية في الفترة ما بين 1 يناير - كانون الثاني من سنة 2007 إلى 17 مارس - اذار من سنة 2008 حصل سبيتزر على شهادته الجامعية في عام 1981 من جامعة برينستون ثم ذهب إلى كلية الحقوق بجامعة هارفارد أعلن سبيتزر في 12 مارس-اذار من عام2008 الاستقالة وسط فضيحة تتعلق بعاهرة تتقاضى أكثر من ألف دولار في الساعة. قبل أن ينتخب حاكما، كان إليوت المدعي العام لنيويورك.

## روابط خارجية
- إليوت سبيتزر على موقع IMDb (الإنجليزية)
- إليوت سبيتزر على موقع الموسوعة البريطانية (الإنجليزية)
- إليوت سبيتزر على موقع إن إن دي بي (الإنجليزية)
- إليوت سبيتزر على موقع قاعدة بيانات الفيلم (الإنجليزية)